# Michael Woodruff
Sir Michael Francis Addison Woodruff FRS (Mill Hill, 1911. április 3. – Edinburgh, 2001. március 10.) angol kutató sebészorvos, aki leginkább a szervátültetés kutatásában elért eredményeiről lett híres.

## Élete
Londonban született, de fiatalságát Ausztráliában töltötte, ahol villamosmérnöki és orvosi diplomát szerzett. Tanulmányait röviddel a második világháború kitörése után fejezte be, és csatlakozott az Australian Army Medical Corpshoz (az ausztrál hadsereg orvosi egysége), de a japánok foglyul ejtették és a Changi börtöntáborba hurcolták. Ott töltött ideje alatt kitalált egy zseniális módszert arra, hogyan lehet tápanyagokat kivonni mezőgazdasági hulladékból, hogy megelőzze az alultápláltság okozta betegségeket hadifogoly társai körében.
A háború végén visszatért Angliába, és akadémiai sebészként dolgozott a klinikumban és kutatómunkát is végzett. Főként a transzplantátumok kilökődését és az immunszupressziót tanulmányozta. A területen végzett kutatásai segítségével 1960. október 30-án az Egyesült Királyságban elsőként veseátültetést végzett. Ezért és más tudományos eredményeiért 1968-ban a Royal Society tagjává választották, 1969-ben pedig lovaggá ütötték. 1976 után sebészként nem működött tovább, de rákkutatásokat továbbra is végzett és különféle orvosi és tudományos szervezetek vezetőségében is tevékenykedett. 2001. március 10-én, 89 éves korában hunyt el.